# Breviata
Breviata anathema — одноклітинний джгутиковий амебоїдний еукаріот, початково досліджуваний під назвою Mastigamoeba invertens. Його клітина не має мітохондрій, але має залишкові мітохондріальні гени, а також органелу, яка, на думку науковців, є видозміненою анаеробною мітохондрією, подібною до мітосом та гідрогеносом, які виявляють в інших еукаріотів, що живуть у середовищах із низьким вмістом кисню.
Ранні молекулярні дані дозволяли приписувати Breviata до амебозоїв (Amoebozoa), однак без очевидної спорідненості з будь-якими відомими групами амебозоїв. Дещо згодом філогеномний аналіз показав, що клас Breviatea є сестринським по відношенню до Opisthokonta та Apusomonadida. Разом ці три групи утворюють кладу Obazoa (термін Obazoa заснований на акронімі від Opisthokonta, Breviatea, та Apusomonadida, плюс «zóa» — «життя» з грецької мови).

## Взаємозв'язки
- Клас Breviatea Cavalier-Smith 2004 [Protamoebae][6]
  - Ряд Breviatida Cavalier-Smith 2004
    - Родина Breviatidae Cavalier-Smith 2012
      - Рід Breviata Walker, Dacks & Martin Embley 2006
        - Вид Breviata anathema (Klebs 1892) Walker, Dacks & Martin Embley 2006 [Mastigamoeba invertens Klebs 1892]

      - Рід Lenisia limosa Hamann et al. 2016
        - Вид Lenisia limosa Hamann et al. 2016

      - Рід Pygsuia Brown et al. 2013
        - Вид Pygsuia biforma Brown et al. 2013

      - Рід Subulatomonas Katz et al. 2011
        - Вид Subulatomonas tetraspora Katz et al. 2011